# Детская литература

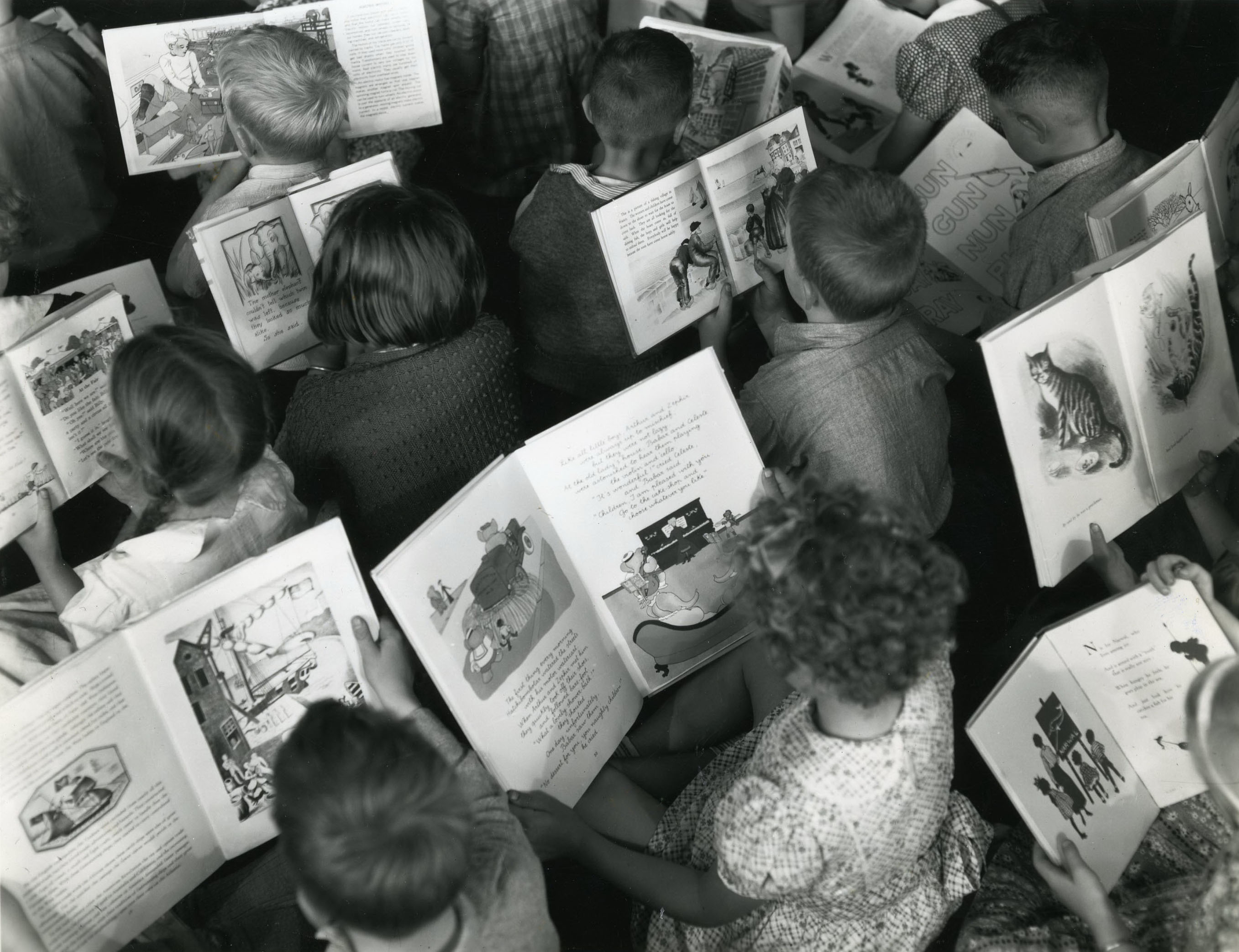
Дети читают во Всемирный день книги, около 1960 года

Детская литература — это литература, специально предназначенная для детей до 16 лет и осуществляющая языком художественных образов задачи воспитания и образования детей.
Помимо этого существует понятие «детское чтение», в сферу которого могут входить произведения, изначально предназначенные авторами для взрослых, такие как знаменитые сказки А. С. Пушкина, Шарля Перро, В. Гауфа, Х. К. Андерсена, братьев Гримм, а также «Робинзон Крузо» Даниэля Дефо, «Путешествие Гулливера» Джонатана Свифта и многие другие, причём для детей адаптируют и упрощённо пересказывают сложную литературу, подобную последним упомянутым примерам.

## История

### В Европе
В Европе ранние произведения для детей состояли из устных рассказов, песен, стихотворений, рассказываемых с целью обучения, развлечения и наставления. Лишь в XVIII веке появилось представление об институте детства, что привело к выделению в литературе нового направления для детей со своими разделами и каноном.
В 1962 году французский историк Филипп Арьес в своей книге «Ребёнок и семейная жизнь при старом порядке» утверждает, что современное представление о детстве появилось лишь недавно. В прошлом дети не рассматривались отдельно от взрослых и не имели особенного к себе обращения. В доказательство этой гипотезы он приводит следующий довод: до XVIII века не существовало специализированной литературы для детей, кроме учебных и дидактических текстов клириков, вроде Эльфрика Грамматика и Беды Достопочтенного. Другие исследователи отмечают существование литературы, предназначенной для передачи ценностей, взглядов и информации детям, согласно их культуре (например, «Пещное действо» XII века).

#### Рождение современного жанра
Жанр детской литературы начал складываться в Европе XVIII века с ростом среднего класса и популяризацией философии Джона Локка. В 1744 году Джон Ньюбери опубликовал первую развлекательную книгу для детей «Маленькая хорошенькая карманная книжечка» с рифмами, картинками, играми и яркой обложкой. Такую книгу преподносили в качестве подарка, она стала предвестником игрушечных книг, популярных в XIX веке. Ньюбери считал необходимым распространение детских книг и был основным их издателем в своё время. Он публиковал как свои произведения, так и других авторов (например, Сэмюэла Джонсона и Оливера Голдсмита).
Другим философом, повлиявшим на развитие детской литературы, был Жан-Жак Руссо, который выразил идею воспитания сообразно с природными интересами детей. Известными примерами, поддержавшими идею Руссо, являются четырёхтомник Томаса Дэя «История Сэндфорда и Мертона» (1783—1789) и «Практическое образование: история Гарри и Люси» (1780) Марии и Ричарда Лоуэлла Эджуортов. Более четырёхсот произведений для детей было написано Мэри Мартой Шервуд, которая пользовалась большим успехом вплоть до наступления Золотого века детской литературы.
Идеи Руссо нашли поддержку в немецкой среде филантропистов, желавших преобразования образования и детской литературы. Основатель течения Иоганн Бернхард Базедов издал популярную детскую книгу с «Elementarwerk» с иллюстрациями Даниеля Ходовецкого. Другой последователь Иоахим Генрих Кампе издал переложение «Робинзон Крузо», выдержавшее сотню переизданий.

В начале XIX века датский писатель и поэт Ханс Кристиан Андерсен совершил путешествие по Европе и собрал коллекцию известных народных сказок. Он последовал примеру братьев Гримм, собравших немецкие народные сказки. Они были настолько популярны в Германии, что на современную, реалистичную детскую литературу читатели смотрели свысока. Эта нелюбовь к нетрадиционным историям продолжалась там до начала следующего столетия. Как учёные, братья Гримм проявляли научный интерес к историям, стремясь точно записать их вариативность и источники.

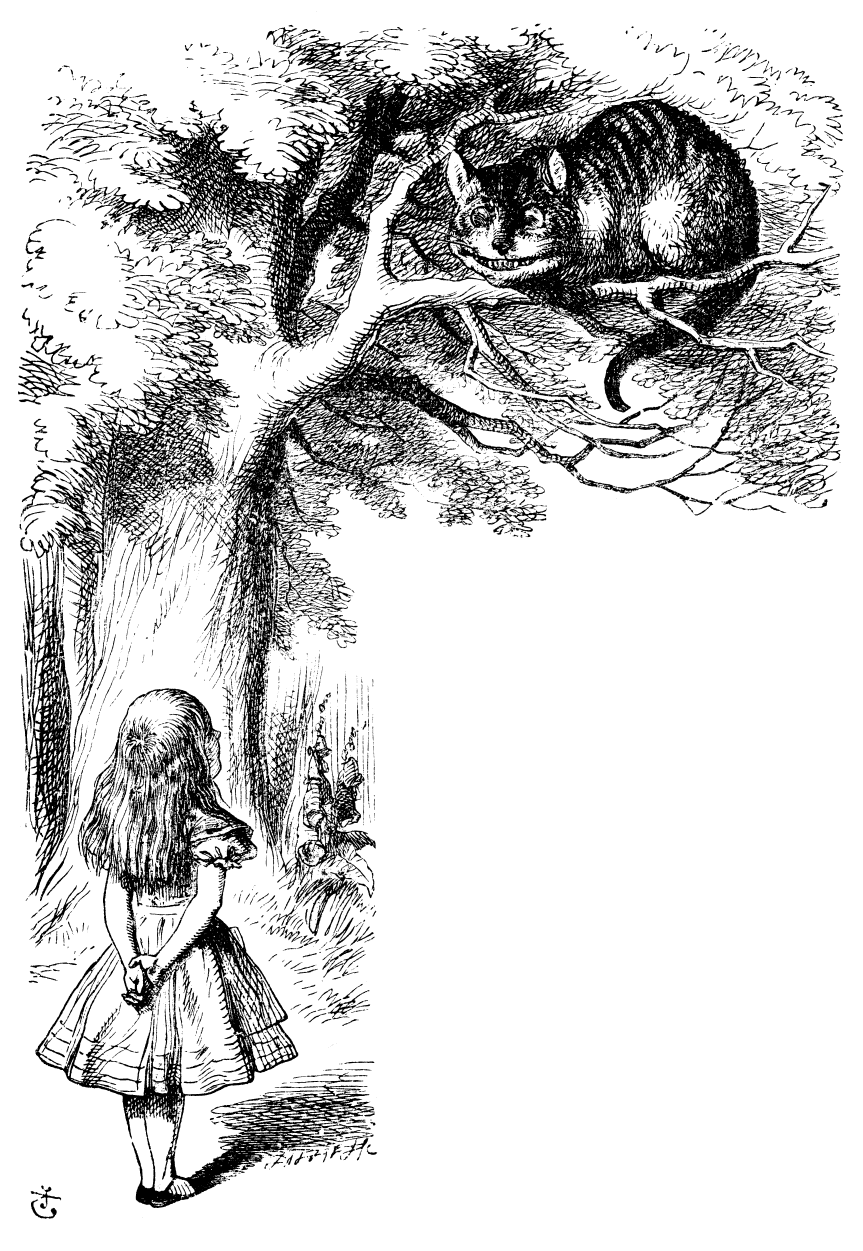
Джон Тенниел. Иллюстрация к книге Льюиса Кэррола «Алиса в стране чудес»

Подобную инициативу также проявили норвежские учёные Петер Кристен Асбьёрнсен и Йорген Му, собравшие и опубликовавшие «Норвежские народные сказки». Их работа не только сохранила народный фольклор, но и помогла создать литературный норвежский язык.
В 1812 году в Швейцарии Йоханн Давид Висс выпустил робинзонаду «Швейцарский Робинзон», учащую детей семейным ценностям, ведению хозяйства, использованию даров природы и самостоятельности. Книга заслужила европейскую популярность после перевода её на французский язык Изабелью де Монтолье.
В 1816 году в сборнике историй для детей «Kinder-Märchen» появилась сказка Гофмана «Щелкунчик и Мышиный король», впервые наполненная причудливыми и гротескными элементами в предвосхищении книги Льюиса Кэрролла про Алису.

#### Золотой век
В XIX веке впервые отошёл от дидактизма предыдущих эпох. Появляются увлекательные, ориентированные на детское воображение произведения. Широкое распространение книгопечатания и грамотности среди разных слоёв населения привели к спросу на детскую литературу. Выход в 1865 году «Алисы в стране чудес» Льюиса Кэрролла возвестило о изменении стиля написания книг для детей и появления фэнтезийного жанра в детской литературе. Золотой век детской литературы с этого момента в Европе длился до 1900 года.
В 1883 году Карло Коллоди написал первую итальянскую фэнтезийную книгу для детей «Приключения Пиноккио. История деревянной куклы», переведённую на многие языки. В этом же году писатель приключенческой литературы Эмилио Сальгари создал своего самого известного персонажа пирата Сандокана. В 1894 году вышла книга Редьярда Киплинга «Книга джунглей»; в 1880—1881 годах в Швейцарии Иоханна Спири издала повесть «Хайди»; в 1911 году Джеймс Мэтью Барри рассказал историю Питера Пэна в произведении «Питер и Венди».
Активно развивается детская литература в Скандинавии. Особой популярности удостоились произведения Сельмы Лагерлёф («Чудесное путешествие Нильса с дикими гусями») и Астрид Линдгрен («Пеппи Длинныйчулок»).

### История детской литературы в России

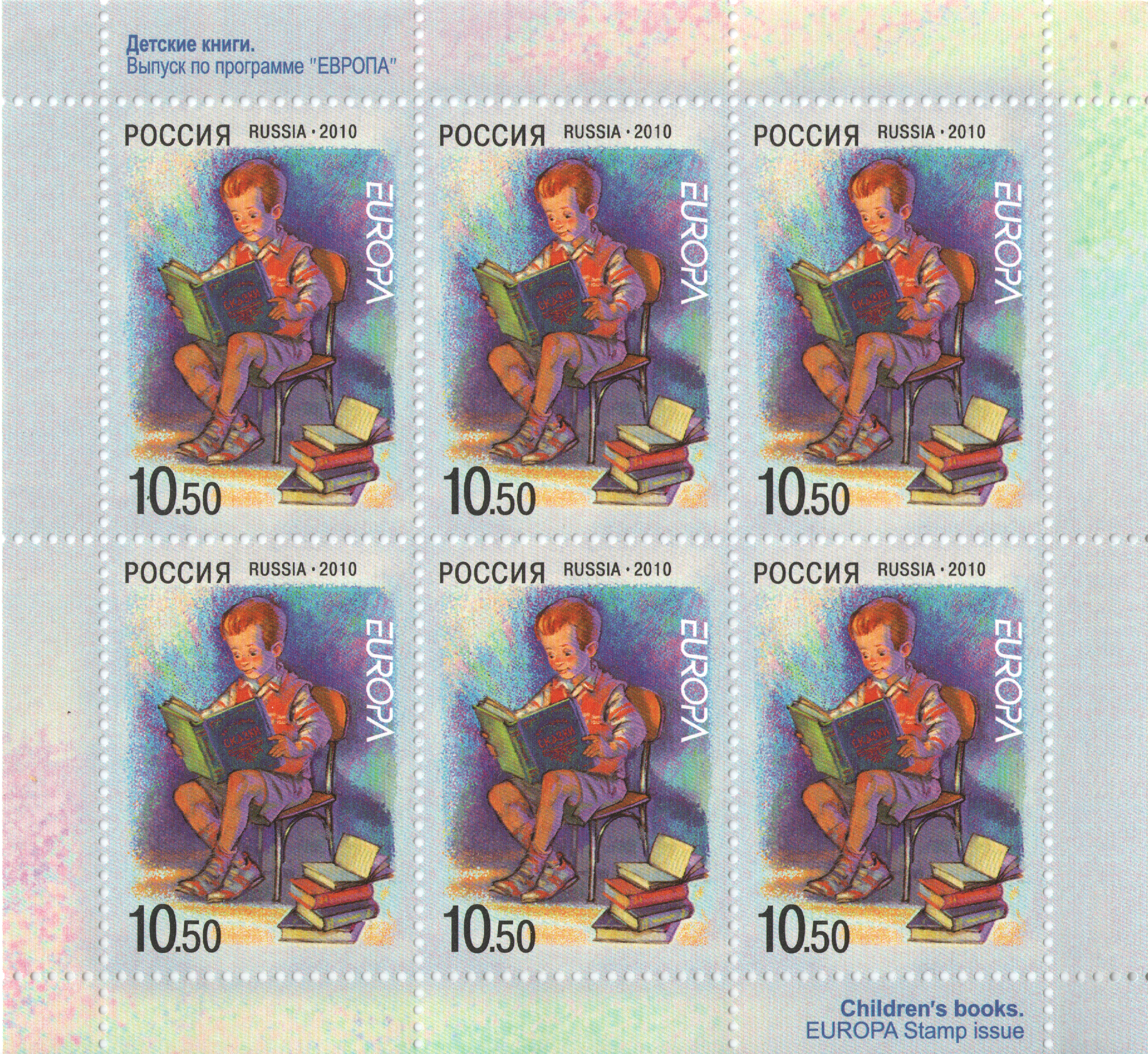
Почтовые марки о детских книгах

#### Первоистоки
Впервые специально для детей стали писать в XVII веке. В XVII—XVIII веках были распространены сказки о Шемякином суде, о Ерше Ершовиче. В это же время распространены были переработанные рыцарские повести, такие как «Сказка о Еруслане Лазаревиче», «Сказка о Бове Королевиче», «Повесть о Петре — Златых Ключах». Детям нравилось слушать подобные истории, поэтому в XVI веке по летописям был составлен для детей «Царственный летописец», включающий сказочные предания. В «азбуке-свитке» (1667 год) изложено предание об Александре Македонском.
В XVI—XVIII веках большое место занимали книги духовного чтения: «Жития святых», «Священные писания», «Псалтырь». Религиозно-нравственная литература считалась средством воспитания: они включались в детские буквари, по ним учились читать.
Начало XVIII века — время правления Петра I — новый этап развития детской литературы. Детская литература в данный период носила воспитательный и образовательный характер. Появляются буквари, азбуки и другая учебная литература. Ярким примером литературы воспитательного характера являются «Юности честное зерцало», переводится на русский язык «Мир в картинках» Я. А. Коменского.
В XVIII веке среди детей была распространена лубочная картинка «Славное побоище царя Александра Македонского с Пором, царём Индийским». Для лёгкого чтения детям распространено множество произведений различных видов и жанров, в основном переводные: басни, баллады, легенды, повести, сказки, романы. Например, сентиментальный роман «История Елизаветы, королевы английской», историческая повесть «Гистория об Александре, российском дворянине», басни Эзопа.

#### Классики для детей
Вторая половина XVIII века — начинается широкое развитие детской литературы. В её создании принимают участие крупнейшие русские писатели: М. В. Ломоносов, А. П. Сумароков, Г. Р. Державин, Н. М. Карамзин, И. И. Дмитриев, И. И. Хемницер.
Жанры второй половины XVIII века: басни, сказки, нравоучительные рассказы, повести, оды, стихи.
В конце XVIII века состоялось первое издание сказок Шарля Перро в России: в 1768 г. под названием «Скаски о волшебницах с нравоучениями» его выпустил переводчик Лев Воинов. Хотя он посвятил свой труд семилетней Наталье Нарышкиной (1761—1819), дочери Л. А. Нарышкина, книга не предназначалась для детей. Специальное детское издание было выпущено в 1795 г, что прямо указывалось в названии книги — «Повести волшебныя съ нравоучениями, на Российскомъ и Французскомъ языкахъ, сочиненныя Господиномъ Перольтомъ для детей».
В. А. Жуковский, став первым переводчиком на русский язык сказок братьев Гримм, живо заинтересовался русскими народными сказками, а затем начал сочинять свои, вдохновив на это и А. С. Пушкина. В 1831 году в Царском Селе прошёл «поединок сказочников», в котором состязались учитель и ученик. В результате Пушкин написал «Сказку о царе Салтане…», а Жуковский — три сказки: «Спящая царевна», «Сказка о царе Берендее» и «Война мышей и лягушек».
Александр Николаевич Афанасьев собрал и издал в трёхтомнике «Народные русские сказки» в 1871 году. К 1850-м годам в детской литературе преобладали литературный реализм и нехудожественная направленность. В открывающихся школах учатся по книгам Константина Дмитриевича Ушинского и Льва Николаевича Толстого. Книги для девочек впервые появляются в 1870—1880-е годы. Евгения Тур писала о дочерях помещиков, Александра Никитична Анненская освещала непростую жизнь работящих мещанок. Вера Петровна Желиховская, Елизавета Николаевна Кондрашова, Надежда Александровна Лухманова много писали для девочек в конце XIX века. Их дело продолжили писательницы Лидия Алексеевна Чарская и Клавдия Владимировна Лукашевич. Реализм стал мрачным, часто показывая жестокое обращение с детьми из низших классов. Для мальчиков излюбленной темой были рассказы о Шерлоке Холмсе и подобные истории из детективных журналов.
Серебряный век (с 1892 по 1917 г.) оживил «разнообразные течения — реализм, символизм, акмеизм, футуризм, новокрестьянское течение и пр» и вызвал всплеск интереса к произведениям для детей. В этом жанре выступили такие выдающиеся писатели, как И. А. Бунин, К. Д. Бальмонт, Н. С. Гумилёв, А. И. Куприн, А. Н. Толстой. В 1909 году Н. В. Чехов написал первый в России учебник «Детская литература».

#### Детская периодика вРоссийской империи
История российской детской журналистики ведёт отсчёт со дня выхода в свет 14 января 1785 года в Москве первого номера еженедельного «Детского чтения для сердца и разума».
К концу XIX века число журналов достигло 61.
В 1913—1914 годах была издана 10-томная детская энциклопедия.
Василий Петрович Авенариус составил художественные биографии выдающихся граждан, таких как Н. Гоголя и А. Пушкина.
В начале XX в. в Российской империи выходили два детских журнала с периодичностью один раз в две недели: «Светлячок» (1902—1918) и «Путеводный огонёк» (1904—1918). Первый предназначался для детей 4-8 лет и был ориентирован на развлечение ребёнка, преподнесение ему жизненных уроков, стремился познакомить с явлениями природы и утвердить в религиозных истинах. Его редактором был А. А. Фёдоров-Давыдов. Он же выпускал и журнал для детей постарше: научно-литературный «Путеводный огонек» имел три раздела: «Из текущей жизни», «Из прошлого» и «По чужим краям», отличался весёлым и доброжелательным настроем. В 1914 г. в журнале появилась патриотическая тема, материалы о Первой мировой войне.
Ещё одно издание имело научно-популярный характер: журнал «Маяк» (1909—1918). Редактор И. И. Горбунов-Посадов стремился увлечь детей среднего и старшего возраста полезным и интересным чтением и «способствовать развитию в детях самодеятельности, творчества, равной любви к умственному и физическому труду и деятельной симпатии ко всему живому». В журнале печаталось значительное число ребусов, шарад, головоломок и фокусов.

#### Детская периодика и литература в СССР
После Октябрьской революции советское государство всемерно развивало детское книгоиздание: вместе с ликвидацией неграмотности необходимость в качественной литературе только возрастала. Уже в 1919—1920 годах А. М. Горький начинает выпуск первого советского журнала «Северное сияние», задачу которого писатель обозначил так: «В предлагаемом журнале мы — по мере сил наших — будем стремиться воспитать в детях дух активности, интерес и уважение к силе разума, к поискам науки, к великой задаче искусства — сделать человека сильным и красивым».

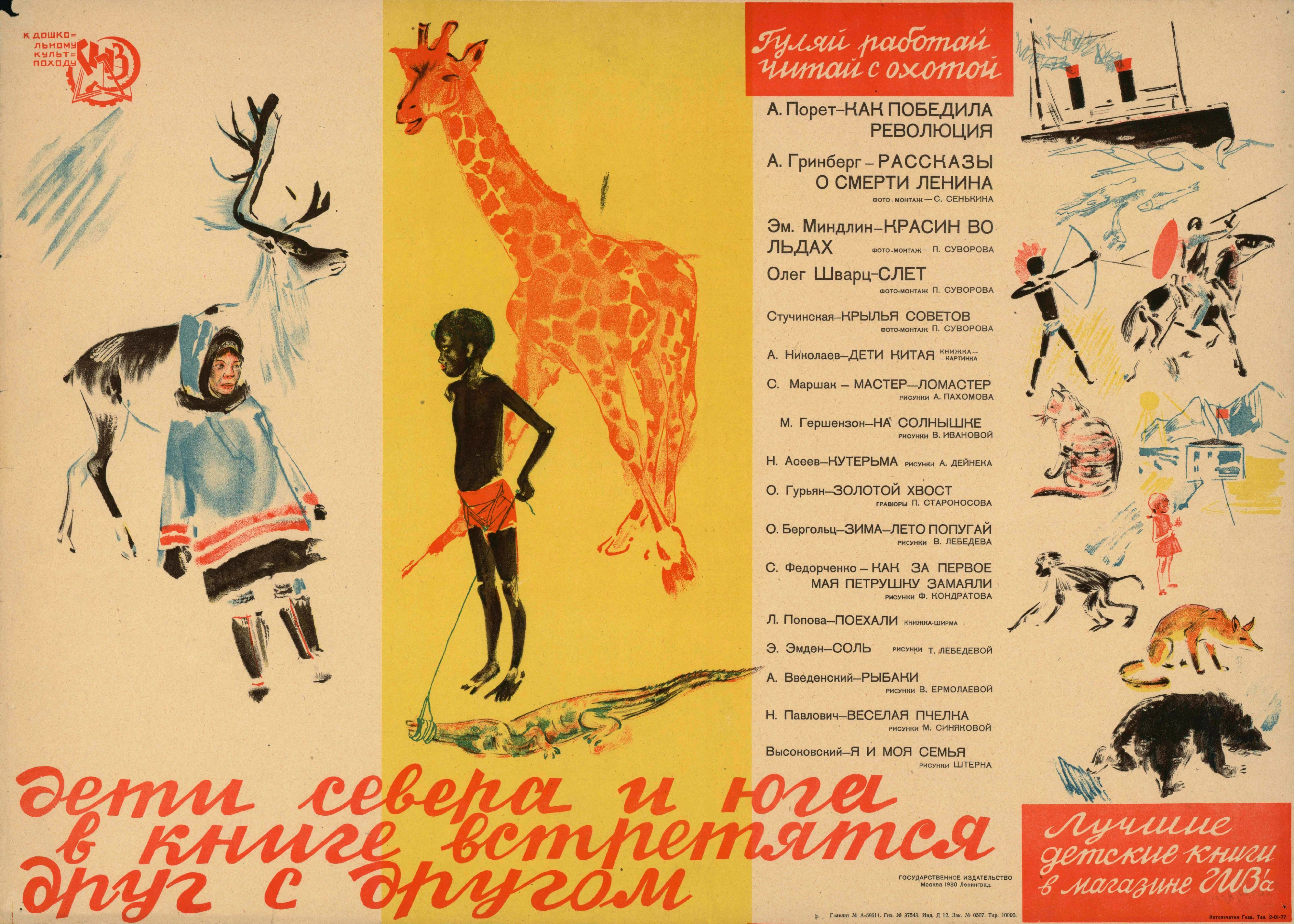
Плакат 1930 года

Ведущими детскими писателями нового социалистического государства стали Максим Горький, Аркадий Гайдар, Борис Житков, Самуил Маршак, Владимир Маяковский.
Принципы коммунизма, коллективизма и солидарности трудящихся стали важными темами детской литературы. Выходили художественные биографии революционных деятелей — Ленина, Павлика Морозова, — а также героев Гражданской войны.
Писавший в 1920—1930 годы Александр Беляев стал первым советским писателем-фантастом.
С окончанием Второй мировой войны в детской литературе также наступили перемены. Затрагивается тема участия детей и подростков в Великой Отечественной войне («Сын полка» В. Катаева, «Молодая гвардия» А. Фадеева, «Четвёртая высота» Е. Ильиной, «Васёк Трубачёв и его товарищи» В. Осеевой, «Иван» В. Богомолова).
Предзакатный расцвет советской детской литературы пришёлся на 1960—1980-е годы.

### В Китае
Революция 1911 года и Вторая мировая война внесли политические и социальные коррективы, оказавшие влияние на детскую литературу в Китае. Западные науки, технологии и литература получили популярность. Первое современное издательство «Commercial Press» основало несколько детских журналов. Его редактор Сынь Юкси стал первым китайским детским писателем. Его рассказ «Царство без кота» был написан современным, а не классическим китайским языком. Сынь Юкси поддержал Мао Дуня в его намерении также писать для детей. Дунь адаптировал для детей 28 классических литературных китайских произведений. В 1932 году Чжан Тяньи опубликовал повесть-сказку «Линь большой и Линь маленький», первое полноценное произведение для детей.
Китайская коммунистическая революция 1949 года вновь изменила китайскую детскую литературу. Многих детских авторов осудили, а Тяньи и Е Шенгтао продолжили писать для детей, согласно с принципами маоизма. Со смертью Мао Цзэдуна в 1976 году в Китае вернулся интерес к писателям начала века. В 1990 году вышел 15-томный сборник детской литературы Китая, содержащий произведения, начиная с 1920-х годов.

### В Северной Америке
В США развитие детской литературы выпало на период после Гражданской войны. Оливер Оптик написал более 100 произведений для мальчиков. В 1868 году под авторством Луизы Мэй Олкотт вышла книга для девочек с автобиографическим оттенком «Маленькие женщины», положившая основу жанра семейного реализма в США. В 1876 году Марк Твен представил миру «Приключения Тома Сойера»; в 1880 году — Джоэль Харрис адаптировал для детей афро-американские сказки, издав «Сказки дядюшки Римуса». В 1900 году в свет вышла книга «Удивительный волшебник из страны Оз» Л. Ф. Баума, которая повествует о приключениях маленькой девочки Дороти Гейл в волшебной стране Оз. Книга стала настолько популярной, что Баум впоследствии написал ещё целый ряд продолжений.
Наиболее популярной детской книгой Канады является роман «Аня из Зелёных мезонинов» (1908) Люси Мод Монтгомери. Книга переведена на многие языки, была неоднократно экранизирована. В Канаде с 1965 года ежегодно по сюжету книги ставится мюзикл, ставший самым долгоиграющим в истории, а остров Принца Эдуарда (где жила автор, и разворачиваются события произведения) превратился в привлекательный туристический центр с главной достопримечательностью «Зелёными Крышами».

### В Южной Америке
В Бразилии Монтейру Лобату в 1920—1940 годах создал серию из 23 детских книг под названием «Орден Жёлтого Дятла».

## Классификация

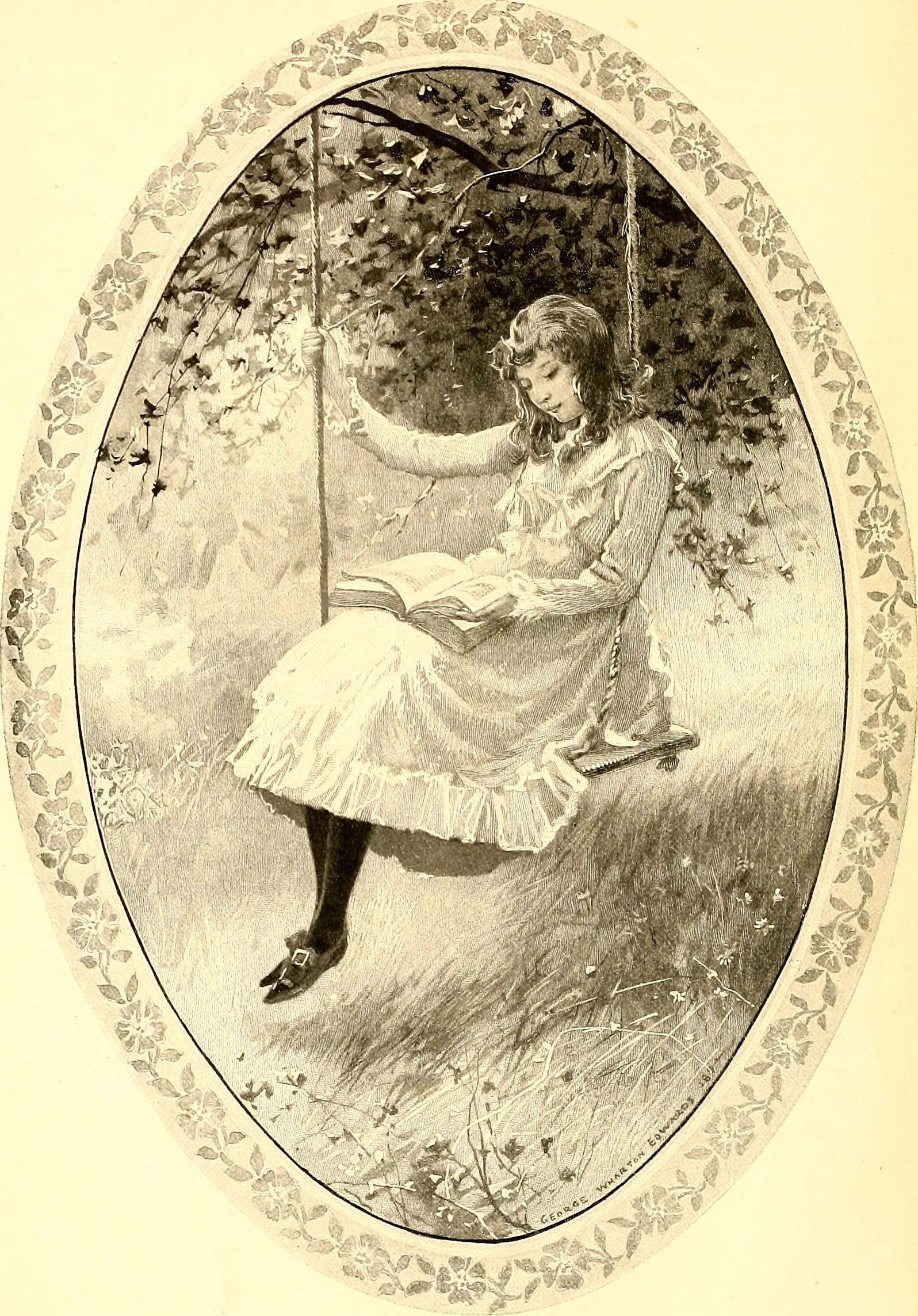
Эдвардс, Джордж Уортон — В сказке (1873)

### По жанру
Литературный жанр, как литературная композиция определяется по технике исполнения, содержанию, размеру и теме.
Нэнси Андерсон выделяет шесть категорий (с поджанрами):
- Книжка с картинками включает книги, обучающие счёту и чтению;
- Традиционная литература включает фольклорные сказки, передающие легенды, обычаи, суеверия и поверья людей минувших эпох. Подразумевает поджанры: мифы, сказки, басни, легенды.
- Художественная литература включает прозу для детей (фэнтези, реализм, историческую прозу) и детскую поэзию.
- Нехудожественная литература[англ.]
- Биография и автобиография
- Поэзия

### По возрасту
По возрастной категории книги подразделяются на:
- детскую:
  - дошкольников — от 1 до 6 лет,
  - младших школьников — от 7 до 10 лет
- подростковую:
  - средний школьный возраст — от 11 до 13 лет
  - старший школьный возраст — от 14 до 16 лет.

## Характерные черты детской литературы
- Детям отводится главная роль.

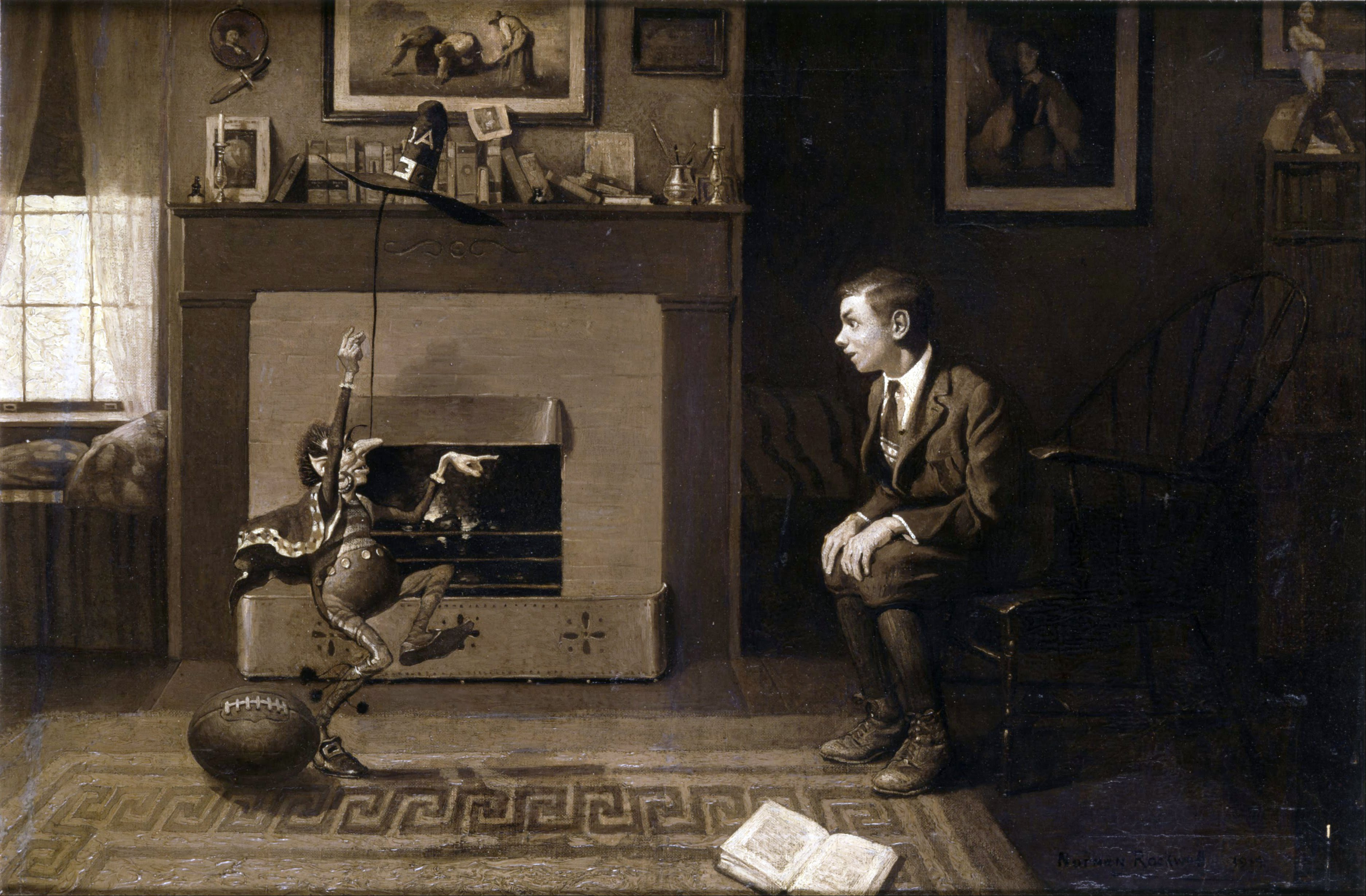
Норман Роквелл — Волшебный Футболл: «Думаю, ты ошибаешься», — воскликнул он. — Ты сказал, что уже девять! Глупец!" (1914)

- По тематике соответствует детскому возрасту.
- Относительно небольшой объём, много рисунков (особенно в книгах для маленьких детей).
- Простой язык.
- Много диалогов и действия
- Много приключений.
- Счастливый конец (победа добра над злом).[33]
- Воспитывает ребёнка

## Исследователи детской литературы
- Е. П. Привалова (1891—1977)
- В. А. Левин (род. 1933)
- М. С. Петровский (1932—2020)

## Премии
В разных странах существуют несколько премий, касаемых детской литературы:
- «Золотой баобаб» в Африке ежегодно проходит среди африканских детских писателей.
- «Children’s Book Council of Australia» в Австралии
- Премия генерал-губернатора в Канаде на французском и английском языках.
- В Китае вручается Национальная премия за достижения в детской литературе
- На Филиппинах Carlos Palanca Memorial Award for Literature за детские книги на английском и филиппинском языках вручается с 1989 года. Номинации в форме поэзии проводятся с 2009 года.
- В Великобритании и Содружестве наций ежегодно с 1936 года вручается Медаль Карнеги в области литературы для детей и юношества; Kate Greenaway Medal за иллюстрирование. Также проводятся Nestlé Smarties Book Prize и Guardian Children’s Fiction Prize.
- Главные награды в области детской литературы в США вручаются Американской библиотечной ассоциацией и Association for Library Service to Children. Они включают Медаль Джона Ньюбери, Michael L. Printz Award (подростковая литература), Медаль Калдекотта (иллюстрации), Golden Kite Award (разные номинации), Sibert Medal (познавательные книги), Geisel Award (младшие школьники), Children’s Literature Legacy Award (особый вклад в детскую литературу), Mildred L. Batchelder Award (выдающаяся книга, переведённая на английский язык и изданная в США), Coretta Scott King Award (афро-американские писатели), Belpré Medal (латиноамериканские писатели). Другими наградами являются National Book Award (подростковая литература), Orbis Pictus Award (нехудожественное произведение для детей).

Международные премии:
- Премия имени Х. К. Андерсена,
- Премия памяти Астрид Линдгрен,
- Ilustrarte Bienale (за иллюстрации),
- BolognaRagazzi Award (за дизайн и творческий подход)

В Интернете, в блогсфере за детские и подростковые книги присуждается онлайн-премия «Cybils Award» (или Children’s and Young Adult Bloggers' Literary Awards).
В России
см. Литературные премии России